# David W. Panuelo
David W. Panuelo (nacido 1964) es un político micronesio que se desempeñó como el noveno Presidente de los Estados Federados de Micronesia desde el 11 de mayo de 2019 hasta el 11 de mayo de 2023. Paralelamente se desempeña como miembro del Congreso de Micronesia.
Asistió a la Universidad Internacional de los Estados Unidos en Hawái desde 1973 hasta 1976 y luego al Graceland College en Iowa desde 1976 hasta 1979.